# محمد نبيه (ممثل)
محمد نبيه (7 ديسمبر 1930 - 13 ديسمبر 2021) مخرج ومونتير ومؤلف وممثل مصري. عمل في البداية مهندس صوت في الإستوديوهات المصرية حيث درس الصوت في المعهد البريطاني بالقاهرة عام 1948، ثم عمل بالمونتاج حيث كانت أول أعماله فيلم «حكم قراقوش» للمخرج فطين عبد الوهاب عام 1953، قبل أن يخوض تجربتي الإخراج والتأليف، حيث قام بإخراج فيلمه الأول «ثلاث قصص» عام 1968، ثم فيلم «أصعب جواز» عام 1970، والذي قام بتأليفه أيضاً، ومسلسلات (في حاجة غلط، عائلة الأستاذ شلش)، والفيلم التليفزيوني (أنا وانت وساعات السفر)، واشتهر بدور مراد في فيلم (المومياء) للمخرج شادي عبد السلام عام 1969.

## أعماله
حصيلة أعماله 53 عملاً، منها عمل مساعد إنتاج فيلم واحد «خضرة والسندباد القبلي» عام 1951، ومساعد هندسة صوت لثلاثة أفلام: أيام شبابي (1950)، أخلاق للبيع (1950)، قليل البخت (1952)، كما ألف ومثل عدد من الأفلام.

### إخراج
- مسلسل المغامرون الخمسة (1972)
- مسلسل عائلة الأستاذ شلش (1990)
- السهرة التلفزيونية  ويمكن ان ترى بعينيك
- الفيلم التليفزيون انا وانت وساعات السفر(1988)
- القصة الثالثة( إفلاس خاطبة)  فى فيلم           ٣ قصص  (1968)

### تأليف
- 3 قصص (1968)
- أصعب جواز (1970)
- فيه حاجة غلط (1983)
- مسلسل عائلة الأستاذ شلش (1990)
- علمني الحب (2005)
- سي عمر وليلى أفندي (2010).

### مونتاج
- حكم قراقوش (1953)
- الحرمان (1953)
- الآنسة حنفي (1954)
- نهارك سعيد (1955)
- فجر (1955)
- أنا الشرق (1956)
- العروسة الصغيرة (1956)
- رسالة إلى الله (1961).

### تمثيل
- صوت من الماضي (1956)
- نساء في حياتي (1957)
- عشاق الليل (1957)
- السابحة في النار (1957)
- مع الأيام (1958)
- سلم ع الحبايب (1958)
- ساحر النساء (1958)
- يا حبيبي (1960)
- رسالة إلى الله (1961)
- المومياء (1969).

## وصلات خارجية
- محمد نبيه على موقع IMDb (الإنجليزية)
- محمد نبيه على موقع قاعدة بيانات الأفلام العربية